# Mark Stewart
Mark Stewart (født 25. august 1995 i Dundee) er en cykelrytter fra Skotland, der er på kontrakt hos Team Solution Tech-Vini Fantini. Hans foretrukne disciplin er banecykling.